# La República de Jauja (obra de teatro)
La República de Jauja (1889); la obra de teatro más conocida del escritor satírico chileno Juan Rafael Allende. Rotulada por su autor como "traji-comedia en cuatro actos y ocho cuadros, escrita en verso"; podría definirse como una comedia alegórica. Trata sobre la traición de Camaleón II, un presidente electo democráticamente, quien da la espalda a su pueblo y emprende oscuras componendas con la aristocracia, en busca del poder absoluto.

## Estreno
La obra guarda profunda relación con el contexto político que se vivía en Chile en los tiempos de su estreno. Eran los primeros años del gobierno del presidente José Manuel Balmaceda, quien inspiraba profundos recelos a Juan Rafael Allende. Aún más, el autor criticaba cáusticamente al mandatario, en la multitud de periódicos humorísticos que editaba.
El estreno se llevó a cabo el 1 de febrero de 1889 en el teatro del Cerro Santa Lucía de Santiago de Chile, pero la representación de la obra se interrumpió abruptamente tras la primera función, pues fue censurada aduciendo que un personaje, La Verdad, aparecía prácticamente desnuda. Siempre se supuso que la verdadera razón tras la prohibición era política, pues era evidente que el personaje Camaleón II parodiaba al propio Balmaceda. Como la razón oficial de la censura era la relativa desnudez de la actriz, la obra pudo ser repuesta tras vestir más al personaje.
La República de Jauja fue, en esos momentos, una de las primeras manifestaciones importantes de oposición al nuevo gobierno, que había comenzado su período rodeado de la mayor popularidad.
Cabe acotar que tiempo después, durante la Guerra Civil de 1891, Allende apoyó decididamente al propio Balmaceda, al considerar al bando alzado como una corrupta reunión de los intereses extranjeros y del gran capital. Su identificación con Balmaceda llegaría a ser tal que, una vez caído éste, estuvo a punto de ser ejecutado por las fuerzas congresistas, a pedido del líder anti-balmacedista Carlos Walker Martínez. Sólo la intervención de otros personeros (Eulogio Altamirano) y la preocupación de las colonias extranjeras por el violento rumbo que tomaban los acontecimientos tras la victoria congresista, lo salvaron de la pena capital.

## Personajes
- La Aristocracia: Alegoría. Desconfía de Camaleón II, pero luego entra en arreglos con él.
- La Verdad: Sufre el desengaño de la política.
- El Pueblo: Confía en las promesas electorales de Camaleón II.
- El Trabajo: Alegoría.
- La Democracia: Alegoría, hija de El Trabajo.
- La Industria: Alegoría.
- El Presupuesto: Desea no ser esquilmado por el nuevo mandatario, como lo fue por el anterior. Espera que El Pueblo pague los gastos.
- Camaleón II: Presidente que termina por coronarse emperador.
- Simón Creso: Marido de La Aristocracia.
- Bertoldo Cara de Palo: Agente cohechador.
- Tragaldabas: Periodista.
- Tío Tom.

- Datos: Q5965074